# 趙良嗣 (宋朝)
趙良嗣（？—1126年），原名馬植，遼末、北宋末燕京（今河北省北）人。
世代為燕雲十六州大族，官至光祿卿。政和元年（1111年）童貫出使遼國，馬植私下與他秘謀收復燕雲十六州。馬植潛入北宋後獻計抗遼，得宋徽宗賜名趙良嗣。宣和年间曾七次赴金，挑起女真与契丹之间的矛盾，与完顏阿骨打约定夹攻灭遼。加官光禄大夫。靖康元年（1126年）以依附童贯之罪贬郴州（今湖南省郴州市），不久賜死。 